# Liminaridade

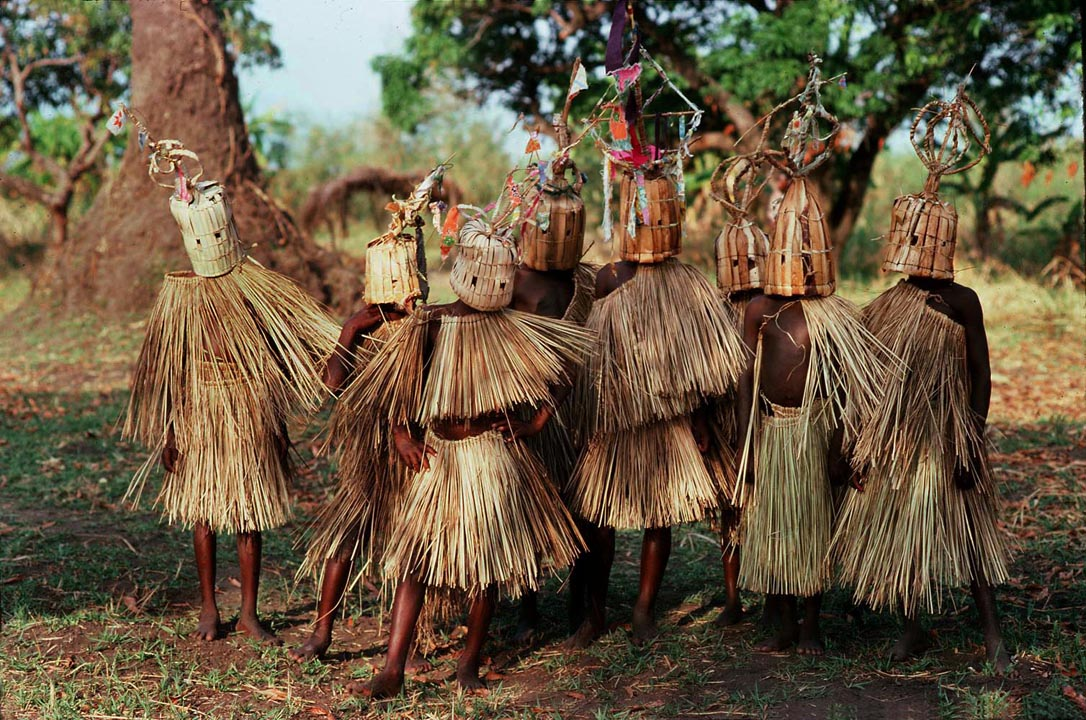
Ritual de iniciação de meninos no Malawi. O ritual marca a passagem da infância para a vida adulta, um estágio liminar no contexto de suas vidas.

Na antropologia, liminaridade (da palavra latina līmen, que significa "um limiar") é a qualidade de ambiguidade ou desorientação que ocorre no estágio intermediário de um rito de passagem, quando os participantes não mantêm mais seu status pré-ritual, mas ainda não começaram a transição para o status que terão quando o ritual estiver completo. Durante a fase liminar de um rito, os participantes "ficam no limiar" entre sua maneira anterior de estruturar sua identidade, tempo ou comunidade e uma nova maneira (que a conclusão do rito estabelece).
O conceito de liminaridade foi desenvolvido pela primeira vez no início do século XX pelo folclorista Arnold Van Gennep e mais tarde retomado por Victor Turner. Mais recentemente, o uso do termo ampliou-se para descrever mudanças políticas e culturais, bem como ritos. Durante períodos liminares de todos os tipos, as hierarquias sociais podem ser revertidas ou temporariamente dissolvidas, a continuidade da tradição pode se tornar incerta e os resultados futuros, uma vez tidos como garantidos, podem ser postos em dúvida. A dissolução da ordem durante a liminaridade cria uma situação fluida e maleável que permite o estabelecimento de novas instituições e costumes. O termo também passou para o uso popular e foi expandido para incluir experiências liminoides que são mais relevantes para a sociedade pós-industrial.

## Ritos de passagem

### Arnold Van Gennep
Van Gennep, que cunhou o termo liminaridade, publicou Rites de Passage em1909, uma obra que explora e desenvolve o conceito de liminaridade no contexto de ritos em sociedades de pequena escala. Van Gennep começou seu livro identificando as várias categorias de ritos. Ele distinguiu entre aqueles que resultam em uma mudança de status para um indivíduo ou grupo social e aqueles que significam transições na passagem do tempo. Ao fazê-lo, deu ênfase especial aos ritos de passagem e afirmou que "tais rituais que marcam, auxiliam ou celebram passagens individuais ou coletivas pelo ciclo da vida ou da natureza existem em todas as culturas e compartilham uma estrutura sequencial tripla específica".
Essa estrutura tripla, conforme estabelecida por van Gennep, é composta pelos seguintes componentes:
- Ritos preliminares (ou ritos de separação): Este estágio envolve uma "morte" metafórica, pois o iniciado é forçado a deixar algo para trás, rompendo com práticas e rotinas anteriores.
- Ritos liminares (ou ritos de transição): Duas características são essenciais para esses ritos. Primeiro, o rito "deve seguir uma sequência estritamente prescrita, onde todos sabem o que fazer e como".[8] Segundo, tudo deve ser feito "sob a autoridade de um mestre de cerimônias".[8] A natureza destrutiva desse rito permite mudanças consideráveis na identidade do iniciado. Esse estágio intermediário (quando ocorre a transição) "implica uma passagem real pelo limiar que marca a fronteira entre duas fases, e o termo 'liminaridade' foi introduzido para caracterizar essa passagem".
- Ritos pós-liminares (ou ritos de incorporação): Durante esta fase, o iniciado é reincorporado à sociedade com uma nova identidade, como um "novo" ser.

Turner confirmou sua nomenclatura para "as três fases de passagem de um estado ou status culturalmente definido para outro... preliminar, liminar e pós-liminar".
Além desse modelo estrutural, Van Gennep também sugeriu quatro categorias de ritos que emergem como universais em todas as culturas e sociedades. Ele sugeriu que existem quatro tipos de ritos sociais de passagem que são replicáveis e reconhecíveis entre muitas populações etnográficas. Eles incluem:
- Passagem de pessoas de um status para outro, cerimônias de iniciação nas quais um estranho é introduzido no grupo. Isso inclui casamento e cerimônias de iniciação que transferem alguém do status de estranho para o de membro.
- Passagem de um lugar para outro, como mudança de casa, mudança para uma nova cidade, etc.
- Passagem de uma situação para outra: início da universidade, início de um novo emprego e conclusão do ensino médio ou da universidade.
- Passagem do tempo, como comemorações de Ano Novo e aniversários.[12]

Van Gennep considerava os ritos de iniciação o rito mais típico. Para melhor compreender a "estrutura tripartite" das situações liminares, pode-se analisar um rito de iniciação específico: a iniciação de jovens à vida adulta, que Turner também considerava o rito mais típico. Nesses ritos de passagem, a experiência é altamente estruturada. A primeira fase (o rito de separação) exige que a criança passe por uma separação de sua família; isso envolve sua "morte" como criança, pois a infância é efetivamente deixada para trás. Na segunda fase, os iniciados (entre a infância e a idade adulta) devem passar por um "teste" para provar que estão prontos para a vida adulta. Se forem bem-sucedidos, a terceira fase (incorporação) envolve a celebração do "novo nascimento" do adulto e o acolhimento desse ser de volta à sociedade.
Ao construir essa sequência de três partes, Van Gennep identificou um padrão que acreditava ser inerente a todas as passagens rituais. Ao sugerir que tal sequência é universal (o que significa que todas as sociedades usam ritos para demarcar transições), Van Gennep fez uma afirmação importante (que poucos antropólogos fazem, pois geralmente tendem a demonstrar diversidade cultural enquanto se esquivam da universalidade).
Um rito antropológico, especialmente um rito de passagem, envolve alguma mudança para os participantes, especialmente seu status social;[13] e a primeira fase (de separação) compreende um comportamento simbólico que significa o distanciamento do indivíduo... de um ponto fixo anterior na estrutura social. Seu status, portanto, torna-se liminar. Em tal situação liminar, "os iniciados vivem fora de seu ambiente normal e são levados a questionar a si mesmos e a ordem social vigente por meio de uma série de rituais que frequentemente envolvem atos de dor: os iniciados passam a se sentir anônimos, deslocados espaço-temporalmente e socialmente desestruturados". Nesse sentido, os períodos liminares são "destrutivos" e também "construtivos", o que significa que "as experiências formativas durante a liminaridade prepararão o iniciado (e seu/sua coorte) para ocupar um novo papel ou status social, tornado público durante os rituais de reintegração".

## Nas grandes sociedades

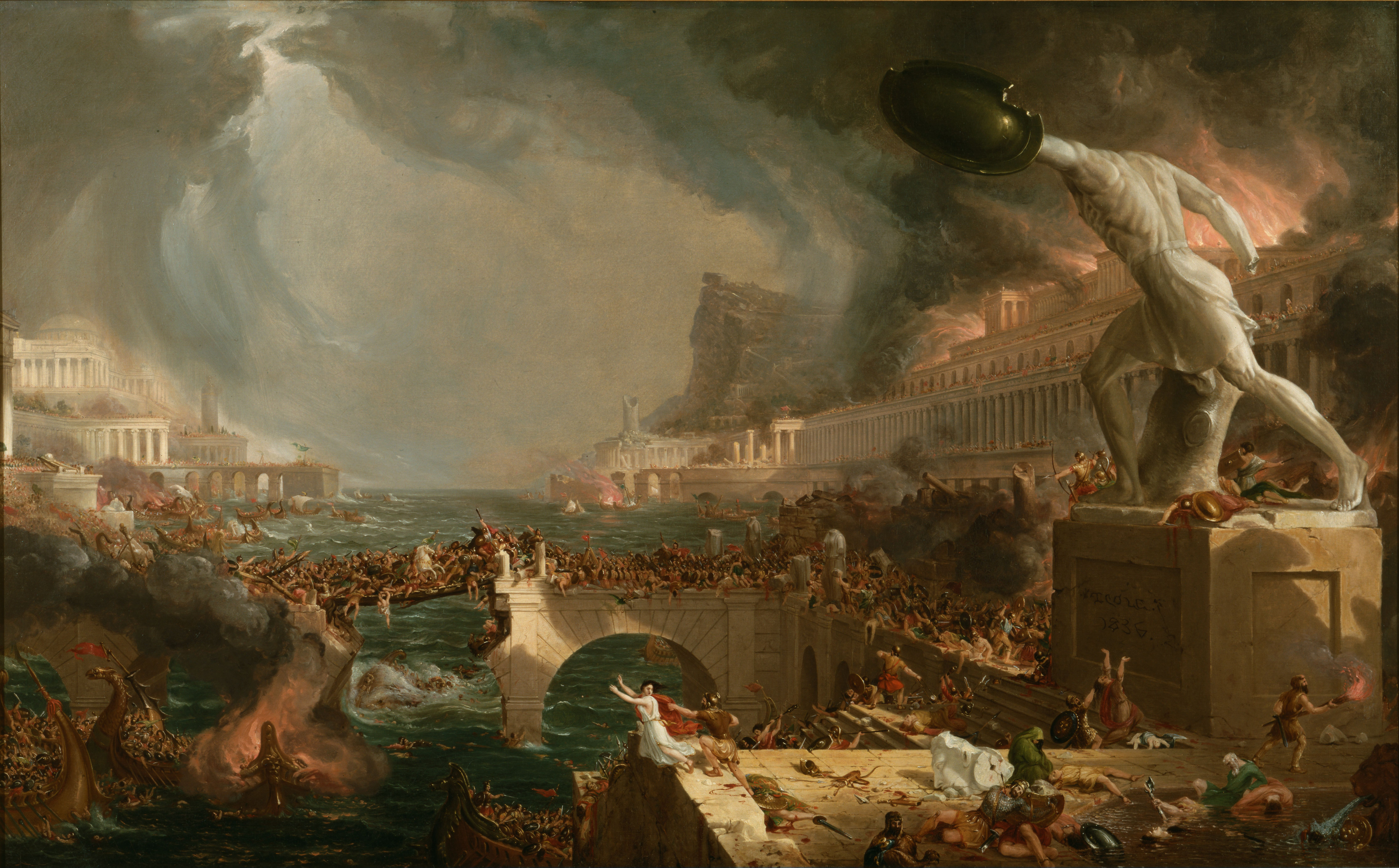
Destruição, de The Course of Empire por Thomas Cole (1836).

O conceito de situação liminar também pode ser aplicado a sociedades inteiras que estão passando por uma crise ou um "colapso da ordem". O filósofo Karl Jaspers deu uma contribuição significativa a essa ideia por meio de seu conceito de "era axial", que foi "um período intermediário entre duas visões de mundo estruturadas e entre duas rodadas de construção de impérios; foi uma era de criatividade onde "o homem fez perguntas radicais" e onde a "apreensão inquestionável da vida é afrouxada". Foi essencialmente uma época de incerteza que, mais importante, envolveu civilizações inteiras. Visto que os períodos liminares são ao mesmo tempo destrutivos e construtivos, as ideias e práticas que emergem desses períodos históricos liminares são de extrema importância, pois "tenderão a assumir a qualidade de estrutura". Acontecimentos como revoluções políticas ou sociais (juntamente com outros períodos de crise) podem ser considerados liminares, pois resultam no colapso total da ordem e podem levar a mudanças sociais significativas.
A liminaridade em sociedades de grande escala difere significativamente da liminaridade encontrada em passagens rituais em sociedades de pequena escala. Uma característica primária da liminaridade (como definida por van Gennep e Turner) é que há uma entrada e uma saída. Nas passagens rituais, "os próprios membros da sociedade estão cientes do estado liminar: eles sabem que irão deixá-lo mais cedo ou mais tarde, e têm 'mestres de cerimônia' para guiá-los através dos rituais". No entanto, naqueles períodos liminares que afetam a sociedade como um todo, o futuro (o que vem após o período liminar) é completamente desconhecido, e não há um "mestre de cerimônia" que tenha passado pelo processo antes e que possa levar as pessoas fora disso. Nesses casos, situações liminares podem se tornar perigosas. Eles permitem o surgimento de "autoproclamados mestres de cerimônias", que assumem posições de liderança e tentam "[perpetuar] a liminaridade e esvaziando o momento liminar da criatividade real, [transformando-o] em uma cena de rivalidade mimética".